# Práctica Arqueológica
Práctica Arqueológica es una revista académica publicada en Buenos Aires (Argentina) por la Asociación de Arqueólogos Profesionales de la República Argentina, especializada en temáticas vinculadas con el quehacer de la arqueología contemporánea.

## Objetivos e historia
La revista tiene como objetivo impulsar la discusión y el debate entre los arqueólogos formados (profesionales) o en formación (estudiantes) que tengan vinculación con la investigación, gestión patrimonial de la arqueología y la antropología, así como de disciplinas afines. Es interés especial de la revista dar voz a diferentes problemáticas como la interacción entre los profesionales de la arqueología y otros agentes o actores sociales, tales como comunidades originarias, administraciones públicas y agentes del sector privado; las tensiones generadas en torno a la gestión del patrimonio cultural, especialmente el arqueológico; los estudios y trabajos de rescate, protección, conservación y puesta en valor del patrimonio arqueológico; diferentes enfoques metodológicos y casos de estudio que tengan relación con los estudios de impacto o líneas de base arqueológicas; difundir diferentes experiencias de trabajo tanto en el ámbito público como privado; trabajos y proyectos de extensión comunitaria y de comunicación pública de la disciplina en diferentes comunidades; los complejos vínculos entre la práctica del turismo y la gestión del patrimonio arqueológico; diferentes formas y alternativas para la enseñanza de la arqueología en distintos niveles del sistema educativo; avances, limitaciones y problemáticas derivadas del marco legal vinculado con la práctica profesional; y el rol e impulso de los colegios profesionales y las asociaciones científicas.
De esta forma, la revista acepta manuscritos encuadrados en las categorías: Artículos, trabajo extensos y que representen resultados de investigaciones en un estado avanzado; Notas, en los que se presentan manuscritos cortos con la presentación resumida de casos o problemas de interés; Entrevistas, para tener testimonios de personas con destacada trayectoria en la práctica arqueológica; y por último, Reseñas de libros o producciones audiovisuales, implican una presentación crítica de los mismos. Las dos primeras categorías son evaluadas por pares; mientras que los dos últimos no, y pueden ser solicitados por los editores de la revista o por propuesta de colegas.
La revista fue fundada en el año 2017 y desde sus inicios tuvo una periodicidad semestral, de de acceso abierto, gratuita, cuyos artículos publicados son revisados por pares, y publicada bajo una licencia Creative Commons (CC BY-NC-SA 4.0). También sigue también los lineamientos del COPE (Committee on Publications Ethics).

## Indexación
Práctica Arqueológica se encuentra dentro de las siguientes plataformas de evaluación de revistas: LATINDEX Catálogo v2.0 y DOAJ (Directory of Open Access Journals). También se encuentra en el índice ERIPHLUS (European Reference Index for the Humanities and Social Sciences); y los directorios y bases de datos: REDIB (Red Iberoamericana de Innovación y Conocimiento Científico), Malena (CAICyT, CONICET), MIAR (Matriz de información para el Análisis de Revistas), ROAD (Directory of Open Journal Scholarly Resources), LatinREV (Red Latinoamericana de Revistas en Ciencias Sociales), y LivRe (Revistas de Livre Acceso), entre otros.